# ППК
«ППК» (англ. PPK) — российский музыкальный коллектив, исполняющий электронную музыку. Основан в 1998 году в Ростове-на-Дону.
В первоначальный состав группы входили: Сергей Пименов, Александр Поляков и Роман Коржов, из первых букв фамилий которых и было составлено название «ППК». Через несколько дней после создания Роман покинул группу, таким образом образовался дуэт. В 2001—2002 годах ППК выпускают свои самые популярные композиции «ResuRection» («Воскрешение») и «Reload» («Перезагрузка»). В 2003 году коллектив распался, ненадолго воссоединившись в декабре 2010 года.

## История
21 февраля 1998 года состоялось первое выступление группы в Ростове на шоу «Синдикат DJ 2000». В период с февраля по октябрь коллектив занимался студийной работой. В августе выступили на ежегодном фестивале «КаZантип». 5 декабря состоялась премьера дебютного альбома «Чувствуйте НЕСПАТЬ!!!».
17 июля 1999 года выходит сборник «Будущие звуки Ростова», спродюсированный ППК. В августе группа выкладывает свои композиции на сайт mp3.com. В это же время начинают сотрудничество с менеджером Юрием Марычевым. В декабре трек «21 век» впервые попал на вершины общего чарта mp3.com, достигнув 2 места.
Летом 2000 года новый трек «I Have a Dream» достигает 2 места в сводном чарте mp3.com. Осенью композиция «Воскрешение» попадает на первую строчку. А трек «Hey DJ» 9 месяцев держится на первом месте в Hard House Chart. За год с официального сайта ППК произошло более 2,5 млн скачиваний композиций. 27 августа 2000 года выступили в рамках фестиваля «InСтанция 2000» — «Новое Измерение».
В январе 2001 года новая версия трека «Hey DJ 2001» (trance mix) заняла первое место в общем хит-параде mp3.com. В апреле Пол Окенфолд начинает играть в своих сетах «Воскрешение» ППК. Также этот трек играет в сетах A State of Trance Армина Ван Бюрена.1 февраля состоялась премьера сингла «Воскрешение/Hey DJ 2001», компакт-дисков которого за две недели было продано 10000 экземпляров. В середине мая работа «Мне нужен ритм 2001» попадает на первое место в общем чарте mp3.com. 8 ноября композиция «Воскрешение» (PPK «ResuRection») становится первым треком из России, попавшим в горячую ротацию радиостанции BBC Radio One. 26 ноября пластинка PPK «ResuRection» выходит в продажу в Великобритании и в других странах. 3 декабря, после первой недели продаж, «Воскрешение» входит сразу на третье место Национальных британских сингл чартов (UK Singles Charts) и становится самым известным русским релизом в Великобритании на тот момент.
В декабре 2001 года Пименов, Поляков и менеджер проекта Юрий Марычев награждены Серебряным диском «Британская ассоциация производителей фонограмм» (BPI) Silver Disc Award в ознаменование отметки в 200 000 проданных в Великобритании копий сингла PPK «ResuRection».
Летом 2002 года группа выпускает второй альбом под названием «Russian Trance: Formation», состоящий из 13 треков. В числе новых композиций: «Russian Trance» и «XXI век». С июня по сентябрь 2002 года композиция «Reload» из альбома становится вторым зарубежным хитом после «ResuRection». «Reload» — это авторская переработка знаменитой мелодии «Зодиак», написанной в 1980 году латвийским композитором Янисом Лусенсом. Трек достиг 39 места в национальном хит-параде Великобритании, но был расценён критиками как попытка дублировать всемирный успех «ResuRection», используя те же самые приёмы.
В 2003 году дуэт прекращает своё существование.
В 2010 году группа ненадолго воссоединилась причём в первоначальном составе, с Романом Коржовым. 4 декабря 2010 года состоялось первое выступление воссоединённой группы.

### После распада
19 декабря 2011 года на лейбле Пола Окенфолда Perfecto Records вышла пластинка проекта Planet Perfecto Knights (музыканты Аллистер Блэкхэм и Марк Шон Блэкхэм), где были четыре ремикса на «Воскрешение».
Роман Коржов умер 23 февраля 2016 года от онкологического заболевания, с которым боролся несколько месяцев.
Александр Поляков записал несколько треков под брендом PPK, в том числе со сторонними вокалистками: «My Heart» с Кейт Кэмерон (Kate Kameron), «Шаг» и «Я тебя вижу» с певицей Клипсой. 5 мая 2022 года Поляковым выпущен трек «Inspiration» («Вдохновение»), а 11 мая 2024 года - «Immersion» («Погружение»). 
В ноябре 2020 года Сергей Пименов начинает работать со звукорежиссёром Евгением Храмковым (DJ Hacker) и заявляет о ре-основании PPK. Англоязычному названию PPK даётся новая интерпретация — Pimenov Plus Khramkov. Первый сингл обновлённого PPK «Zodiac 2020 Reload» — переосмысление сингла «Reload» 2002 года. В 2020 году PPK возвращаются к этой теме, перезаписывают и выпускают композицию на Uplifto Records, чтобы, как отмечено в пресс-релизе, «…отпраздновать 40-летие этого музыкального произведения и прекрасные дни, которые мы все пережили».
Вопросы принадлежности прав на треки «ППК» между бывшими участниками не урегулированы. Например, трек «Воскрешение» на некоторых стримингах существует в двух идентичных версиях: одна опубликована от студии Полякова iRecords, другая — от Uplifto Records. В некоторых музыкальных сервисах PPK Полякова именуется как Polyakov PPK, а проект Пименова — PPK (Pimenov Plus Khramkov).

## Участники
- Сергей Пименов (1998—2003, 2010)
- Александр Поляков (1998—2003, 2010)
- Роман Коржов (1998, 2010) (умер в 2016)[25]

## Известные ремиксы
- «Воскрешение» («ResuRection»), третье место в «UK Singles Charts» , представляет собой музыкальную тему из композиции «Поход» Эдуарда Артемьева к фильму «Сибириада» 1979 года[32][33]. По словам Сергея Пименова, они «изменили в ней пару нот»[34][35].
- «Перезагрузка» («Reload»), 39 позиция в UK Singles Charts, является «осовремененной» версией композиции «Зодиак» латвийской группы «Зодиак» с альбома Disco Alliance 1980 года. Автор мелодии — Янис Лусенс.

## Чарты
«Resurection» («Воскрешение»):
- 3-е место в UK Singles Chart (национальный хит-парад)
- 1-е место в Independent Singles (чарт независимых звукозаписывающих компаний)
- 3-е место в Pepsi-Chart
- 2-е место в UK Dance Singles (хит-парад танцевальной музыки)
- 3-е место в Top List Radio One (хит-парад крупнейшей британской радиостанции BBC-1)